# Курушан
Куруша́н (інші назви — Курушани, Курошани, Крушанли, Кру́льман) — річка в Україні, в межах Чернігівського, Токмацького та Мелітопольського районів Запорізької області. Ліва притока Молочної (басейн Азовського моря).

## Назва
Назва має тюркське походження й можливо остаточно склалася половецький час. Колишнє Крушанли, а тепер Курушани означає «пересихаюча».

## Опис
Довжина річки 64 км, площа басейну 600 км². Долина коритоподібна, завширшки до 2 км, завглибшки до 30 м. Річище звивисте, завширшки до 5 м, часто пересихає. Похил річки 3,2 м/км (у верхній течії). Споруджено кілька ставків. 

## Розташування
Курушан бере початок на схід від села Довгого. Тече переважно на захід і південний захід. Впадає до Молочної на захід від села Кам'янського. 
Основна притока: Бегим-Чокрак (права).